# إيثان كوشران
إيثان كوشران (بالإنجليزية: Ethan Cochran)‏ هو منافس ألعاب قوى أمريكي، ولد في 9 يناير 1994 في شاطئ نيوبورت في الولايات المتحدة.

## وصلات خارجية
- إيثان كوشران على موقع الاتحاد الدولي لألعاب القوى (الإنجليزية)